# 実数の連続性
実数の連続性（じっすうのれんぞくせい、continuity of real numbers）とは、実数の集合がもつ性質である。有理数はこの性質を持たない。
実数の連続性は、実数の完備性 (completeness of the real numbers) とも言われる。また、実数の連続性を議論の前提とする立場であれば実数の公理と記述する場合もある。
なお、ここで言う連続性は、関数の連続性とは別の概念である。

## 実数の連続性と同値な命題
実数の連続性と同値な命題は多数存在する。順序体（位相は順序位相を入れる）において、実数の公理は
1. デデキントの公理
2. 上限性質を持つ
3. 有界単調数列の収束定理
4. アルキメデス性と区間縮小法の原理を満たす
5. ボルツァーノ＝ワイエルシュトラスの定理
6. 次の２条件を満たす
  - アルキメデス性を持つ
  - コーシー列は収束する
7. 中間値の定理
8. 最大値の定理
9. ロルの定理
10. ラグランジュの平均値の定理
11. コーシーの平均値の定理
12. ハイネ・ボレルの定理

と同値である。
赤摂也『実数論講義』 には、これらの命題を含めて22個の同値な命題とその証明が記されている。

## デデキントの公理
- (A,B)を実数の集合{\displaystyle \mathbb {R} }の切断とすれば、Aに最大元があってBに最小元がないか、Bに最小元があってAに最大元がないかのいずれかである。

リヒャルト・デーデキントが提示した。

## 上限性質
- {\displaystyle \mathbb {R} }は上限性質 (least upper bound property) をもつ。つまり、{\displaystyle \mathbb {R} }の空でない上に有界な部分集合は上限を持つ。

これは双対性の原理から次と同値である。
- {\displaystyle \mathbb {R} }は下限性質 (greatest lower bound property) をもつ。つまり、{\displaystyle \mathbb {R} }の空でない下に有界な部分集合は下限を持つ。

これらの上限性質をもつ（つまり、下限性質をもつ）ことをワイエルシュトラスの公理を満たすともいう。

## 有界単調数列の収束定理
上に有界な単調増加数列は収束する。同様に、下に有界な単調減少数列は収束する。